# 1763 en Irlande
Chronologie de l'Irlande
- 1759
- 1760
- 1761
- 1762
- 1763
- 1764
- 1765
- 1766
- 1767

Cette page liste des évènements de l'année 1763 en Irlande.

## Événements
- 10 septembre : Première édition du Freeman's Journal, le plus vieux journal nationaliste en Irlande. Il fusionne en 1924 avec l'irish Independent[1].

## Naissances
- 10 septembre : Naissance d'William Higgins, chimiste irlandais connu pour son travail important sur la chimie industrielle et ses recherches, principalement axées sur la théorie atomique et sur les combinaisons de particules « ultimes », ayant inspiré d’autres scientifiques[2].
- 20 juin : Naissance de Theobald Wolfe Tone, homme politique irlandais connu grâce à sa lutte pour l'indépendance de l'Irlande[3].